# Sous le ciel de Provence
Pour plus de détails, voir Fiche technique et Distribution.
Sous le ciel de Provence ou Quatre Pas dans les nuages (titre italien : Era di venerdì 17) est une coproduction italo-française réalisée par Mario Soldati en 1956.
Ce film est un remake du film italien Quatre Pas dans les nuages (Quattro passi fra le nuvole) réalisé en 1942 par Alessandro Blasetti.

## Synopsis
Paul Verdier est un modeste représentant en chocolaterie qui n'a pas trouvé en son épouse la femme idéale. Acariâtre, en permanence de mauvaise humeur et menant la maison et les affaires à la baguette, Juliette a pourtant trouvé en Paul le mari idéal, aimable, fidèle et travailleur. Puis, le hasard va le mettre, au cours de ses tournées, dans une situation plutôt équivoque : une jeune inconnue va lui demander de se faire passer pour son mari afin qu'elle puisse en toute quiétude regagner sa ferme natale. Le timide représentant, d'abord surpris, finit par consentir. D'abord, tout se passe à merveille, un grand repas a lieu, les voisins et le curé accourent. Le lendemain après que Paul ait dormi seul dans la grange la supercherie est découverte, mais le pardon arrive vite. Paul gardera le souvenir de sa bonne action et de la tendre Marie.

## Fiche technique
- Titre : Sous le ciel de Provence

ressorti avec le titre Quatre Pas dans les nuages
- Titre italien : Era di venerdì 17
- Réalisation : Mario Soldati
- Scénario : Cesare Zavattini, Piero Tellini, Aldo De Benedetti
- Adaptation française et dialogues : Marc-Gilbert Sauvajon
- Assistants réalisateurs : Jean Bastia, Alain Roux, Cesare Olivieri
- Photographie : Nicolas Hayer
- Cadreur : Marcel Franchi
- Montage : Christian Gaudin
- Musique : Paul Misraki (éditions: Impéria)
- Direction musicale : Marc Lanjean
- Décors : Robert Giordani, Jean Mandaroux
- Régisseur général : Louis Manella
- Régisseur extérieur : C. Auvergne
- Photographe de plateau : Gaston Thonnard
- Son : Pierre-Louis Calvet
- Perchman : M. Dagonneau
- Recorder : L. Guibot
- Maquillage : Boris Karabanoff
- Chef de production : Giuseppe Amato
- Directeur de production : Walter Rupp
- Producteur délégué : Jacques Bar
- Société de production : Cité-Films (Paris) - Giuseppe Amato Produzione Films (Rome)
- Tournage du 26 mars au 14 mai 1956 dans les studios Sainte-Marthe à Marseille
- Enregistrement : Poste Parisien
- Tirage : Laboratoire Cinéma Tirage Maurice à Gennevilliers
- Caméra de location Chevereau
- Format :Couleur (Eastmancolor) — 35 mm — 1,37:1 — Son : Mono (Western Electric System)
- Genre : Comédie dramatique
- Durée : 97 minutes (1 h 37)
- Dates de sortie :
  -  France : 7 novembre 1956 à Cannes | 20 février 1957 à Paris.
- Affiche : Georges Kerfyser (France)

## Distribution
- Fernandel : Paul Verdier
- Giulia Rubini (VF : Pierrette Bruno) : Maria
- Fosco Giachetti (VF : André Valmy) : Antonio
- Tina Pica (VF : Germaine Kerjean) : tante Camilla
- Alberto Sordi : Mario
- Nino Castelnuovo (VF : Maurice Sarfati)
- Leda Gloria : Lucia
- Renato Salvatori : Gino
- Jean Brochard (VF : lui-même)  : commerçant dans le car
- Suzet Maïs : Juliette Verdier
- Andrex : Frédéric
- Henri Arius : chef de gare, père de Clovis
- Raymone : institutrice dans le car
- Charles Deschamps : voyageur du car
- Georges Cusin : contrôleur du train
- Manuel Gary : brigadier
- Max Mouron : Le cruciverbiste dans le train
- Yvonne Gamy : La concierge
- Dany Caron
- Fabienne Cléry
- Martial Rèbe
- Jeanne Mars
- Catherine Vital